# 大花绣球藤
大花绣球藤（学名：Clematis montana var. grandiflora）为毛茛科铁线莲属下的一个变种。

## 扩展阅读
- 維基物種上的相關：大花绣球藤